# Olympens härskare
Olympens Härskare - Zeus (engelska: Zeus: Master of Olympus) är ett datorspel i strategigenren från år 2000 utvecklat av Impressions Games. Som tidigare liknande titlar fokuserar Olympens härskare på att bygga och utveckla städer i antikens Grekland. Spelet bygger på spelmotorn från Caesar III, med några få modifikationer, främst nya byggnader och mer detaljerade människor.

## Äventyr
Förutom en "Tutorial" finns det också ett antal Äventyr i spelet.
Zeus och Europa - Här bygger du upp Thebe från grunden och får stifta bekantskap med den sägenomspunna hjälten Herkules. På din väg mot storhet stöter du också på mindre trevliga bekantskaper. Hydran vållar problem i ett tidigt skede och bronsmannen Talos vill också ha ett ord med i leken. Äventyret består av 8 episoder.

Perseus och Medusa - Huvuduppdraget är att bygga upp Argos från grunden och bilda en jättemetropol i det unga Grekland. Perseus är hjälten som ställs i fokus här och dennes kamp mot den motbjudande Medusa som förvandlar alla till sten. Består sammanlagt av 6 uppdrag.

Athen genom tiderna - Består av 8 episoder. Huvuduppdraget är att bygga upp Aten men förutom detta måste man också hålla ett särskilt öga mot söder där kung Minos av Knossos ständigt vållar problem. Förutom diverse hotelser och invasionsförsök skickar han också den fruktade Minotauren att sprida skräck bland folket. Minos måste bort om inte hela planen med att anlägga staden Aten ska gå i stöpet. Här behövs en hjälte!

Jasons resor

Herkules stordåd

Peloponesiska Kriget - Det gamla Sparta har fallit och de stolta krigsherrarna kallar på dig för att uppföra ett nytt Sparta, på ny mark. Krigsguden Ares visar ett särskilt gott öga åt de uthålliga och krigiska spartanerna men här finns också en del sattyg i görningen; vinguden Dionysos sprider sin "glädje" över hela Grekland och vad är det för en okänd, skrämmande kraft som växer sig starkare borta i öster? Dionysos är otämjbar men lyckligtvis finns det andra gudar som du kan vända dig till.
Trojanska kriget - Dags att kasta sig in i det Trojanska kriget och slå följe med Agamemnon, Ajax, Odysseus och självaste Achilles när krigsklockorna ringer. Det här är det sista riktiga uppdraget i spelet och också det svåraste.

Öppet spel - Ekonomi har inga speciella mål.

Öppet spel - Militär har inga speciella mål.

Öppet spel - Sandbox har inga speciella mål.

## Expansionen: Poseidon
Året efter släppet av det första spelet gav Sierra ut en expansion som fick namnet "Atlantis härskare: Poseidon". Grundkärnan, att bygga städer i det antika Grekland, fanns kvar men idén i expansionen blev främst att bygga upp riket Atlantis och visa särskild vördnad åt guden Poseidon.
Med expansionen kom ett gäng nya Äventyr:
Atlantis Födelse
Västerns Upplysning
Livet i Medelhavet
Atlantis Pånyttfödelse
Proetus och Bellerophon
Två Världar Kolliderar
Trojas Grundande
Majarevolutionen
Atlantis Undergång
De Yngsta Tvillingarna

## Gudar att dyrka
Zeus

Poseidon

Hades

Hera (Poseidon-expansionen)

Hermes

Ares

Aphrodite

Apollo

Artemis

Athena

Atlas (Poseidon-expansionen)

Demeter

Dionysos

Hefaistos

## Hjältar
Akilles

Atalanta (Poseidon-expansionen)

Herkules

Jason

Odysseus

Perseus

Theseus

Bellerophon (Poseidon-expansionen)

## Monster
Cerberus

Cyklopen

Echidna (Poseidon-expansionen)

Harpier (Poseidon-expansionen)

Hydra

Kallidonska Vildsvinet

Kimera (Poseidon-expansionen)

Kraken

Maenaden

Medusa

Minotauren

Sfinxen (Poseidon-expansionen)

Skylla

Talos

### Fotnoter
1. ↑  ”Caesar” (på engelska). Mobygames. 19 mars 1992. http://www.mobygames.com/game/caesar. Läst 13 april 2016.